# Albert von Thurn und Taxis

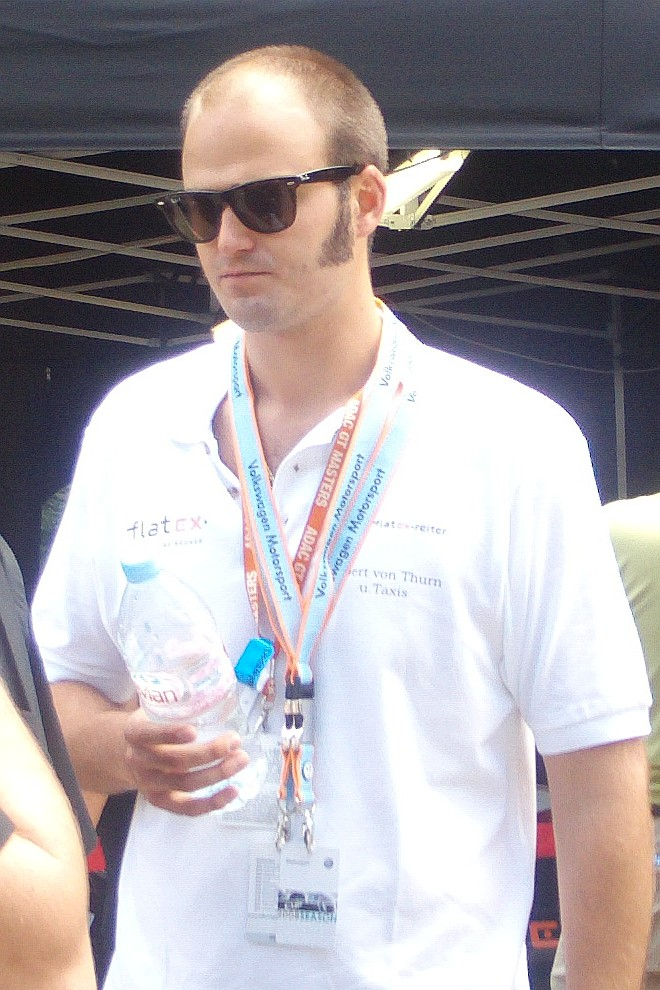
Albert von Thurn und Taxis

Albert II Maria Lamoral Miguel Johannes Gabriel Prinz von Thurn und Taxis, född 23 juni 1983 i Regensburg, är en tysk aristokrat, affärsman och rallyförare. 
Han är överhuvud för släkten Thurn und Taxis vars förvaltning han bär ansvar för sedan 2001. 

## Liv

### Affärsliv
Furstefamiljen Thurn und Taxis har anor från 1200-talet och är historiskt sett känd för att ha skapat det moderna postväsendet i Europa men är i modern tid mest känd för sina bryggerier.

### Privatliv
Albert II är son till Johannes Prinz von Thurn und Taxis och Gloria von Thurn und Taxis.
Han har flera gånger listats som världens yngsta miljardär sedan hans far dog 1990, när han var 7 år gammal.

### Motorsport
Thurn und Taxis är en gedigen racingförare och vann ADAC GT Masters 2010 i en Lamborghini Gallardo GT3 med Reiter Engineering. Sedan 2009 kör han även rally, där han från säsongen 2016 tävlar i ERC (EM).